# Liste der türkischen Botschafter in Peru
Der Botschafter leitet die Botschaft in Lima.

## Geschichte
Mit dem Dekret Nr. 2009/15544 des Außenministers wurde die türkische Botschaft in Lima gegründet. Vorher waren die Botschafter in Santiago de Chile regelmäßig auch in Lima akkreditiert.
Die Botschaft wurde am 1. März 2011 eröffnet.
Der Botschafter ist regelmäßig auch in La Paz (Bolivien) akkreditiert.
| Ernennung Akkreditierung | Botschafter       | Bemerkung | Ministerpräsident der Türkei | Staatspräsident von Peru | Posten verlassen |
| ------------------------ | ----------------- | --------- | ---------------------------- | ------------------------ | ---------------- |
| 15. Feb. 2010            | Namık Güner Erpul |           | Recep Tayyip Erdoğan         | Alan García              | 9. Jan. 2014     |
| 5. Feb. 2014             | Ferda Akkerman    |           | Ahmet Davutoğlu              | Ollanta Humala           |                  |